# Södermanlands runinskrifter 249
Södermanlands runinskrifter 249 är ett försvunnet vikingatida runstensfragment som funnits i Fors, Ösmo socken och Nynäshamns kommun. Ristningen är en nonsensinskrift med en blandning av runor och runliknande tecken. Stenen hittades 1906 i Fors på botten av en å. Troligen har den tidigare legat som fyllning i en bro över ån som renoverades året före. Fragmentet flyttades till en gårdsplan i Ogesta. Dess storlek är 0,65 gånger 0,45 meter. Stenen är nu försvunnen.